# 21435 Aharon
21435 Aharon este un asteroid din centura principală de asteroizi.

## Descriere
21435 Aharon este un asteroid din centura principală de asteroizi. A fost descoperit pe 31 martie 1998 la Socorro, New Mexico, în cadrul proiectului LINEAR. Asteroidul prezintă o orbită caracterizată de o semiaxă mare de 2,30 ua, o excentricitate de 0,05 și o înclinație de 3,6° în raport cu ecliptica.